# (6073) 1939 UB
(6073) 1939 UB (1939 UB, 1973 UZ1, 1990 UG1) — астероїд головного поясу.
Тіссеранів параметр щодо Юпітера — 3.361.